# Phalera raya
Phalera raya är en fjärilsart som beskrevs av Moore 1859. Phalera raya ingår i släktet Phalera och familjen tandspinnare. Inga underarter finns listade i Catalogue of Life.